# The Society for Biomolecular Screening
Die Society for Biomolecular Screening war eine Vereinigung zum Informationsaustausch und Weiterbildung in der biomolekularen Forschung. 
Sie gab das zweimonatliche Journal of Biomolecular Screening heraus, eine Zeitschrift, die mit einem ISI impact factor von 2,012 (2013) an der 49. Stelle der 78 Zeitschriften stand, die Ergebnisse der biochemischen Forschung veröffentlichen. Von den 76 Wissenschaftspublikationen im Bereich der  Analytischen Chemie stand sie an 37. Stelle.